# LMX Sirex
La LMX Sirex (venduta anche come Sirex LMS) è stata un'auto sportiva due porte e 2 posti prodotta in Italia.
Fu l'unico modello prodotto dalla LMX Automobile S.R.L. (dove LMX è l'acronimo di Linea Moderna Executive)
una azienda fondata da Michel Liprandi e Giovanni Mandelli.

## Il contesto
La carrozzeria della LMX Sirex fu disegnata da Franco Scaglione e l'auto venne presentata nel 1968 al Salone dell'automobile di Torino.
Tuttavia non avendo, Liprandi e Mandelli, il denaro necessario per l'affitto di uno stand ufficiale,
l'auto fu esposta nella "exhibition hall" del salone.
L'auto era equipaggiata con il motore V6 di 2.3 litri di cilindrata della Ford Taunus, anche se i clienti potevano scegliere un propulsore diverso nel caso lo desiderassero.
LMX produsse appena circa 20 esemplari con carrozzeria chiusa e 2 in versione spider tra il 1968 e il 1972, tutti assemblati a Torino dalla Eurostyle. Dopo il fallimento delle due aziende, nel 1973 i restanti 20 autotelai, vennero allestiti dalla SAMAS con interni di diversa fattura e turbocompressore May-Bosch, per essere venduti sul mercato elvetico. Il totale degli esemplari fu di 37 vetture coupé, 5 spider e meno di 10 non completati.
Il più grande collezionista di LMX Sirex al mondo, il signor Renato Montalbano, nel 2023 ha scritto un libro edito dall'Asi, "LMX Sirex Sportiva d'Autore"